# Ceci n'est pas un polar
Pour plus de détails, voir Fiche technique et Distribution.
Ceci n'est pas un polar est un film québécois réalisé par Patrick Gazé sorti en 2014 et mettant en vedette Roy Dupuis et Christine Beaulieu.

## Synopsis
André, un chauffeur de taxi, fait monter une mystérieuse passagère qui laisse échapper quelques larmes. Il lui offre de quoi s'essuyer les yeux et celle-ci, rendue à destination, l'invite à monter chez elle. Ainsi, débute leur relation amoureuse. Mais, par la suite, il soupçonne que sa nouvelle flamme pourrait être impliquée dans une affaire de crime. Il commence alors une enquête en secret pour découvrir ce qu'elle lui cache.

## Fiche technique
- Titre original : Ceci n'est pas un polar
- Titre anglais : Stranger in a Cab
- Réalisation : Patrick Gazé
- Scénario : Patrick Gazé
- Musique : Olaf Gundel, Erik West-Millette
- Direction artistique : Sylvain Dion
- Costumes : Noémi Poulin
- Maquillage et coiffure : Audray Adam
- Photographie : Jean-François Lord
- Son : Stéphane Barsalou, Martin Pinsonneault, Christian Rivest
- Montage : Patrick Gazé
- Production : Michèle Grondin, Louisa Déry
- Société de production : Productions Mi-Lou, Polar Films
- Sociétés de distribution : K-Films Amérique
- Pays d'origine :  Canada
- Budget : - d'un million $ CA[1]
- Langue originale : français
- Format : couleur — format d'image : 2,35:1
- Genre : drame psychologique
- Durée : 119 minutes
- Dates de sortie :
  - Belgique : 9 octobre 2014 (première mondiale à la 29e édition du Festival international du film francophone de Namur)[2]
  - Canada : 25 octobre 2014  (première québécoise à la 33e édition du Festival du cinéma international en Abitibi-Témiscamingue)[2]
  - Canada : 26 octobre 2014  (première montréalaise (tapis rouge) au cinéma Excentris)[3]
  - Canada : 31 octobre 2014 (sortie en salle au Québec)
  - Canada : 10 février 2015 (DVD)
- Classification :
  - Québec : 13 ans et plus (Érotisme)[4]

## Distribution
- Roy Dupuis : André Kosinski
- Christine Beaulieu : Marianne Renaud
- Roc Lafortune : Auguste
- Sylvie Boucher : Monique Kosinski
- Denis Trudel : Serge Daprato
- Anie Pascale : Mme Daprato
- Gildor Roy : « Fiston »
- Guillaume Laurin : Sébastien Koskinski
- Stéphan Côté : sergent détective Mike Paquet
- Marie-Claude Langlois : Sarah, ex-femme d'André
- Claude Despins : Paul, conjoint de Sarah
- Lise Castonguay : Mme Videra